# Micrasema wataga
Micrasema wataga är en nattsländeart som beskrevs av Ross 1938. Micrasema wataga ingår i släktet Micrasema och familjen bäcknattsländor. Inga underarter finns listade i Catalogue of Life.